# 張真英
張真英（韓語：장진영，1972年6月14日—2009年9月1日），韓國女演員。

## 生平
張真英入行前曾任模特兒，並在1992年參選韓國小姐，繼後加入娛樂圈。她自1998年參演首部電影演出以來，其演技大獲好評，並屢獲獎項，她分別憑著電影《等著你回魂》及《單身貴族》在2001年及2003年兩度獲封青龍獎影后，成為當地近年其中一位最高身價的女演員。
張真英於2008年9月因胃部不適前往醫院接受檢查，證實胃部出現癌細胞，之後她停止所有工作，專心接受治療。隨後她的病情惡化，於2009年9月1日下午逝世。

## 外部參考
- Jang Jin-young在韩国电影数据库（KMDb）上的資料（韓語）
- Jang Jin-young在互联网电影资料库（IMDb）上的資料（英文）
- 張真英在HanCinema的頁面（英文）